# نبيلة خاشقجي
نبيلة خاشقجي (من مواليد 19 فبراير 1962) هي سيدة أعمال وممثلة أمريكية.

## حياتها المبكرة
ولدت نبيلة خاشقجي في بيروت، لبنان، وهي الابنة الكبرى لتاجر الأسلحة السعودي الراحل عدنان خاشقجي وزوجته الإنجليزية السابقة ثريا خاشقجي (اسمها الأصلي ساندرا باتريشيا جارفيس دالي). وهي ابنة عم دودي الفايد.
انتقلت عائلتها إلى إنجلترا في عام 1975 في بداية الحرب الأهلية اللبنانية. تلقت خاشقجي تعليمها في مدرسة ميلفيلد. أطلق والدها اسمها على أحد يخوته (1980).

## مسيرتها المهنية
درست خاشقجي التمثيل مع جوان بارون في لوس أنجلوس واحترفت التمثيل. من أشهر أدوارها السينمائية: عين الأرملة (1991)، ولغز إدوين درود (1993)، وكراك (1994)، والمتاهة (2003).